# Championnat du Maroc de basket-ball 2014-2015
La saison 2014-2015 est la cinq-sixième édition du championnat du Maroc de basket-ball.
À l'issue de la saison régulière, les quatre premières équipes au classement de chaque groupe sont qualifiées pour les playoffs. Le vainqueur de ces play-offs est désigné « Champion du Maroc ».
Les huit équipes qualifiées en play-offs constitueront également la division Elite pour la saison 2015-2016, qui sera composée de huit équipes. Les six équipes non qualifiées en play-offs et auxquelles vont venir s’ajouter les quatre lauréats de la seconde division, formeront la "première division" avec dix clubs.

## Les clubs de l'édition 2014-2015

### Groupe Nord
| Club                   | Salle               | Capacité     |
| ---------------------- | ------------------- | ------------ |
| Renaissance de Berkane | Salle de Berkane    | 2 500 places |
| Chabab Rif Hoceima     | Salle du 3 mars     | 1 500 places |
| KAC de Kénitra         | Salle Al Wahda      | 2 500 places |
| Maghreb de Fès         | Salle du 11 janvier | 5 000 places |
| Renaissance de Tanger  | Salle Badr          | 1 500 places |
| FAR de Rabat           | Salle Ibn Yassine   | 5 000 places |
| Mouloudia d'Oujda      | Salle My Hassan     | 2 000 places |

### Groupe Sud
| Club                | Salle | Ville |
| ------------------- | ----- | ----- |
| AS Salé             |       |       |
| Amal Essaouira      |       |       |
| FUS de Rabat        |       |       |
| Wydad de Casablanca |       |       |
| Maghreb de Rabat    |       |       |
| Nahda Tan-Tan       |       |       |
| Raja Club Athletic  |       |       |